# فريمونت (إنديانا)
فريمونت (بالإنجليزية: Fremont, Indiana)‏ هي بلدة أمريكية تقع في الولايات المتحدة في مقاطعة ستوبين (إنديانا). يقدر عدد سكانها بـ 2,138 نسمة ومساحتها 5.78 كم2 وترتفع عن سطح البحر 322 متر.

## التركيبة السكانية
قام مكتب تعداد الولايات المتحدة بتحديد بيانات التركيبة السكانية لفريمونت في تعداد الولايات المتحدة. في ما يلي، التركيبة السكانية حسب تعدادي 2000 و2010.

### تعداد عام 2000
بلغ عدد سكان فريمونت 1,696 نسمة بحسب تعداد عام 2000، وبلغ عدد الأسر 640 أسرة وعدد العائلات 455 عائلة مقيمة في البلدة. في حين سجلت الكثافة السكانية 761.9 نسمة لكل ميل مربع (294.2/كم2). وبلغ عدد الوحدات السكنية 679 وحدة بمتوسط كثافة قدره 305.0 نسمة لكل ميل مربع (117.8/كم2).
وتوزع التركيب العرقي للبلدة بنسبة 98.11% من البيض و 0.29% من الأمريكيين الأصليين و 0.06% من الأمريكيين ذوي الأصول الآسيوية و 0.18% من الأمريكيين الأفارقة و 0.88% من عرقين مختلطين أو أكثر.
بلغ عدد الأسر 640 أسرة كانت نسبة 43.4% منها لديها أطفال تحت سن الثامنة عشر تعيش معهم، وبلغت نسبة الأزواج القاطنين مع بعضهم البعض 50.8% من أصل المجموع الكلي للأسر، ونسبة 15.2% من الأسر كان لديها معيلات من الإناث دون وجود شريك، وكانت نسبة 28.9% من غير العائلات. تألفت نسبة 26.1% من أصل جميع الأسر من أفراد ونسبة 11.7% كانوا يعيش معهم شخص وحيد يبلغ من العمر 65 عاماً فما فوق. وبلغ متوسط حجم الأسرة المعيشية 3.18، أما متوسط حجم العائلات فبلغ 2.65.
بلغ العمر الوسطي للسكان 32 عاماً. وكانت نسبة 33.1% من القاطنين تحت سن الثامنة عشر، وكانت نسبة 8.1% بين الثامنة عشر والأربعة وعشرون عاماً، ونسبة 29.7% كانت واقعةً في الفئة العمرية ما بين الخامسة والعشرون حتى والأربعة وأربعون عاماً، ونسبة 18.3% كانت ما بين الخامسة والأربعون حتى الرابعة والستون، ونسبة 10.8% كانت ضمن فئة الخامسة والستون عاماً فما فوق. يوجد لكل 100 أنثى 83.0 ذكر، ويوجد لكل 100 أنثى في الثامنة عشر من عمرها فما فوق 80.4 ذكر.
بلغ متوسط دخل الأسرة في البلدة 38,462 دولار، أما متوسط دخل العائلة فبلغ 42,446 دولار. وكان متوسط دخل الذكور 31,333 دولار مقابل 22,260 دولار للإناث. وسجل دخل الفرد الخاص بالبلدة 16,067 دولار. وكانت نسبة 5.7% من العائلات ونسبة 7.3% من السكان تحت خط الفقر، وكان من هؤلاء نسبة 6.6% تحت سن الثامنة عشر ونسبة 10.1% في الخامسة والستين من العمر وما فوق.

### تعداد عام 2010
بلغ عدد سكان فريمونت 2,138 نسمة بحسب تعداد عام 2010، وبلغ عدد الأسر 815 أسرة وعدد العائلات 561 عائلة مقيمة في البلدة. في حين سجلت الكثافة السكانية 963.1 نسمة لكل ميل مربع (371.9/كم2). وبلغ عدد الوحدات السكنية 878 وحدة بمتوسط كثافة قدره 395.5 لكل ميل مربع (152.7/كم2).
وتوزع التركيب العرقي للبلدة بنسبة 98.6% من البيض و 0.2% من الأمريكيين الأصليين و 0.3% من الأمريكيين ذوي الأصول الآسيوية و 0.2% من الأمريكيين الأفارقة و 0.3% من عرقين مختلطين أو أكثر.
بلغ عدد الأسر 815 أسرة كانت نسبة 40.4% منها لديها أطفال تحت سن الثامنة عشر تعيش معهم، وبلغت نسبة الأزواج القاطنين مع بعضهم البعض 46.1% من أصل المجموع الكلي للأسر، ونسبة 15.3% من الأسر كان لديها معيلات من الإناث دون وجود شريك، بينما كانت نسبة 7.4% من الأسر لديها معيلون من الذكور دون وجود شريكة وكانت نسبة 31.2% من غير العائلات. تألفت نسبة 23.9% من أصل جميع الأسر من أفراد ونسبة 9.5% كانوا يعيش معهم شخص وحيد يبلغ من العمر 65 عاماً فما فوق. وبلغ متوسط حجم الأسرة المعيشية 3.08، أما متوسط حجم العائلات فبلغ 2.62.
بلغ العمر الوسطي للسكان 33.1 عاماً. وكانت نسبة 29.1% من القاطنين تحت سن الثامنة عشر، وكانت نسبة 9.8% بين الثامنة عشر والأربعة وعشرون عاماً، ونسبة 28.8% كانت واقعةً في الفئة العمرية ما بين الخامسة والعشرون حتى والأربعة وأربعون عاماً، ونسبة 21.9% كانت ما بين الخامسة والأربعون حتى الرابعة والستون، ونسبة 10.5% كانت ضمن فئة الخامسة والستون عاماً فما فوق. وتوزع التركيب الجنسي للسكان بنسبة 48.4% ذكور و51.6% إناث.